# Kościół św. Ducha w Bieczu
Kościół Świętego Ducha – kościół katolicki, który znajdował się w Bieczu w pobliżu szpitala Świętego Ducha. Wielokrotnie niszczony i odbudowywany, ostatecznie rozebrany w XVIII wieku.

## Historia
Świątynia powstała prawdopodobnie na początku XIV wieku. Zbudowana z cegły, jednonawowa, bez wieży. Dach był dwuspadowy, kryty dachówką. W środku kryty był sklepieniami. Zniszczona w 1390 roku, rok później odbudowana. W 1399 roku rozbudowano ją. Świątynia remontowana była w 1420 roku. Świątynię udało się odbudować po pożarze z 1430 roku. W 1490 roku była remontowana. Zniszczona w 1399 roku, odbudowana. Kościół został zburzony w 1450 lub 1451 roku. Udało się go odbudować. W 1510 roku został przebudowany. W 1520 roku dobudowano do niego drewnianą dzwonnicę. Kościół spłonął w 1532 roku i został zburzony w 1540 roku, ale odbudowano go w latach 1560-1565. W 1580 roku został konsekrowany. W 1601 zawaliły się sklepienia, w 1610 zawaliła się dzwonnica, w 1614 zawalił się dach, w 1623 roku spłonął. Został odbudowany w latach 1640-1645. Został zniszczony w 1656 roku, ale udało się go odbudować. Po 1700 roku zaczął popadać w ruinę i ostatecznie został rozebrany w XVIII wieku. Z całego kompleksu ocalał jedynie szpital Świętego Ducha.